# Raquette Lake
Raquette Lake es un área no incorporada (o conocidas como aldea) ubicada en el condado de Hamilton en el estado estadounidense de Nueva York. Raquette Lake se encuentra ubicada dentro del pueblo de Long Lake.

## Geografía
Raquette Lake se encuentra ubicada en las coordenadas 43°48′47″N 74°39′27″O / 43.81306, -74.65750.
Es uno de los lagos rodeado por las montañas de los Adirondacks (Adirondack Mountains). 
El origen del lago no está determinado. Se dice que su nombre viene de las raquetas de nieve (raquette en francés). 
Raquette Lake se volvió un lugar donde la élite del siglo XIX se escapaba durante el verano para desconectar de la ciudad. En 1877, William West Durant empezó a trabajar en lo que después se convirtió en el primero de los "Great Camps", Pine Knot. Otras casas de verano situadas en Raquette Lake podrían ser North Point (1870), Echo Camp (1883) y Bluff Point (1876). 
Desde Raquette Lake se puede acceder a los campamentos de Sagamore (the Great Camps Sagamore-1897, ahora un símbolo nacional de la historia de las montañas de los Adirondacks). También se puede acceder a los Camp Uncas (1890-también convertido en un símbolo nacional de la historia de los Adirondacks en el 2005) y a Kamp Kill Kare (1896), situados en el los lagos de Sagamore, Mohegan y Kora respectivamente. El lago de Sagamore está abierto durante los meses de verano para tours guiados y actividades veraniegas. 
Raquette Lake sigue siendo famoso por sus actividades de verano donde se incluye navegar, senderismo y su naturaleza. Además existen varios campamentos de veranos para niños, como por ejemplo Raquette Lake Camps (RLC) que se divide en dos partes el campamento de chicas (Raquette Lake Girls Camp-RLGC) y el campamento de chicos (Raquette Lake Boys Camp-RLBC). Las dos partes del campamento se dividen por el lago, donde la zona de chicas tiene acceso a la carretera principal del pueblo más cercano mientras que los chicos tienen que coger un bote para llegar hasta el otro lado.